# A Bly-udvarház szelleme
A Bly-udvarház szelleme (eredeti cím: The Haunting of Bly Manor) egy 2020-as amerikai természetfeletti horror dráma webtelevíziós sorozat, amelyet Mike Flanagan alkotott és rendezett a Netflixnek. A sorozat Henry James 1898-as A csavar fordul egyet című horrornovelláját követi, de nem szorosan. Ez a sorozat A Hill-ház szelleme című sorozat következő sorozata. Habár a Hill-ház kreatív csapata és több szereplője is visszatér a Bly-udvarházba a két sorozat története nem fog egymáshoz kapcsolódni. A Bly-udvarház szelleme 2019. szeptember 30-án került gyártási fázisba és 2020. október 9-én mutatták be a Netflixen.

## Szereplők
| Színész                                | Szereplő                | Szereplő                | Magyar hang        |
| Főszereplők                            | Főszereplők             | Főszereplők             | Főszereplők        |
| -------------------------------------- | ----------------------- | ----------------------- | ------------------ |
| Victoria Pedretti                      | Danielle "Dani" Clayton | Danielle "Dani" Clayton | Eke Angéla         |
| Oliver Jackson-Cohen                   | Peter Quint             | Peter Quint             | Horváth Illés      |
| Amelia Eve                             | fiatalabb               | Jamie / Narrátor        | Nemes Takách Kata  |
| Carla Gugino                           | idősebb                 | Jamie / Narrátor        | Pikali Gerda       |
| T'Nia Miller                           | Hannah Grose            | Hannah Grose            | Kéri Kitty         |
| Rahul Kohli                            | fiatalabb               | Owen Sharma             | Széles Tamás       |
| Kamal Khan                             | idősebb                 | Owen Sharma             | Széles Tamás       |
| Tahirah Sharif                         | Rebecca Jessel          | Rebecca Jessel          | Gáspár Kata        |
| Amelie Smith                           | fiatalabb               | Flora Wingrave          | Bak Julianna       |
| Christie Burke                         | idősebb                 | Flora Wingrave          | Bak Julianna       |
| Benjamin Evan Ainsworth                | fiatalabb               | Miles Wingrave          | Gáll Dávid         |
| Thomas Nicholson                       | idősebb                 | Miles Wingrave          | Gáll Dávid         |
| Henry Thomas                           | fiatalabb               | Henry Wingrave          | Stohl András       |
| Duncan Fraser                          | idősebb                 | Henry Wingrave          | Stohl András       |
| Mellékszereplők                        |                         |                         |                    |
| Roby Attal                             | Edmund "Eddie" O'Mara   | Edmund "Eddie" O'Mara   |                    |
| Kate Siegel                            | Viola Willoughby        | Viola Willoughby        | Solecki Janka      |
| Daniela Dib                            | Tó úrnője               | Tó úrnője               |                    |
| Catherine Parker                       | Perdita Willoughby      | Perdita Willoughby      | Martinovics Dorina |
| Alex Essoe                             | Charlotte Wingrave      | Charlotte Wingrave      |                    |
| Matthew Holness                        | Dominic Wingrave        | Dominic Wingrave        |                    |
| Liam Raymond Dib                       | Pestisdoktor            | Pestisdoktor            |                    |
| Greg Sestero                           | James                   | James                   |                    |
| A szinkront a Mafilm Audio készítette. |                         |                         |                    |

## Epizódok
| # | Cím                                                       | Rendező                      | Író                   | Premier                           |
| --- | --------------------------------------------------------- | ---------------------------- | --------------------- | --------------------------------- |
| 1. | Remek hely (The Great Good Place)                         | Mike Flanagan                | Mike Flanagan         | 2020. október 9. 2020. október 9. |
| 2007-ben, Észak-Kaliforniában, egy középkorú nő részt vesz egy esküvőt megelőző vacsorán. Ott egy au pair történetét meséli el, még 1987-ből. A fiatal Dani Clayton állást vállal Angliában a wssex-i Bly udvarházban. Henry Wingrave bízza meg őt, hogy felügyeljen unokahúgára és unokaöccsére. Mikor megérkezik a birtokra, találkozik a gyerekekkel, Miles-al és Florával, illetve a házvezetőnővel Hannah Grose-al. Flora figyelmezteti Danit, hogy éjszaka ne hagyja el a szobáját, de a lány figyelmen kivül hagyja. Dani talál pár talizmánt a kúriában, melyek közül az egyik állítolag az előző au pair-é, Rebecca Jessel-é volt, aki megölte magát. Egyik este, Flora szekrényében belebotlik a Tó úrnőjének talizmánjába, a gyerekek pedig bezárják őt a szekrénybe. Pánikba esik, és egy világító szemű lényt lát meg a tükörben. Néhány óra múlva kiengedik őt a szekrényből, a folyosón pedig sáros lábnyomokat fedez fel. Kimegy a kertbe, és felnézve a házra, látja hogy a gyerekek a saját hálószobájukból figyelik őt. |                                                           |                              |                       |                                   |
| 2. | A diák (The Pupil)                                        | Ciarán Foy                   | James Flanagan        | 2020. október 9. 2020. október 9. |
| Dani elbeszélget a gyerekekkel, arról hogy bezárták a szekrénybe, és elmondja nekik, hogy bár megbocsát, nem hisz a történetükben. Az előkészítő iskolában töltött napokra visszatekintve, Miles felmászik egy magas fára és leugrik, eltörve a karját. Miles viselkedése az iskolában egyre botrányossá válik - verekedés, egy kis madár megölése -, amiért végül eltanácsolják. Megtudjuk hogy a fiú szánt szándékkal tette, miután kapott Florától egy "Gyere haza" feliratú levelet. A jelenben Dani Florát és Milest házimunkára készteti, így Hannah (a házvezetőnő) és Jamie (a kertész) kikapcsolódhat. Később Flora rendet tesz Dani szobájában, Danit pedig pánikroham éri, amikor Flora egy törött szemüveget talál a dolgai között. A felzaklatott Dani-t Jamie vigasztalja. Miles idegtépően felnőttként viselkedik Dani-val szemben. Egy bújocska játék közben, Dani felfedezi az előző au pair, Rebecca és kedvese fényképét. A férfi ugyanaz a személy, akit korábban megérkezése napján a ház mellvédjén látott. Ekkor Miles hirtelen eszméletlenül leesik, és elvonja Dani figyelmét a szellemről. Amikor a lány hátat fordít, a kísértet rémisztően vigyorog Miles felé. |                                                           |                              |                       |                                   |
| 3. | Két arc – 1. rész (The Two Faces Part 1)                  | Ciarán Foy                   | Diane Ademu-John      | 2020. október 9. 2020. október 9. |
| 4. | Barátok barátai (The Way It Came)                         | Liam Gavin                   | Laurie Penny          | 2020. október 9. 2020. október 9. |
| 5. | A holtak oltára (The Altar of the Dead)                   | Liam Gavin                   | Angela LaManna        | 2020. október 9. 2020. október 9. |
| 6. | Csodás sarok (The Jolly Corner)                           | Yolanda Ramke és Ben Howling | Rebecca Leigh Klingel | 2020. október 9. 2020. október 9. |
| 7. | Két arc – 2. rész (The Two Faces Part 2)                  | Yolanda Ramke és Ben Howling | A Clarkson testvérek  | 2020. október 9. 2020. október 9. |
| 8. | Régi ruhák legendája (The Romance of Certain Old Clothes) | Axelle Carolyn               | Leah Fong             | 2020. október 9. 2020. október 9. |
| 9. | Fenevad a dzsungelből (The Beast in the Jungle)           | E.L. Katz                    | Julia Bicknell        | 2020. október 9. 2020. október 9. |